# ديفيد جاي كانون
ديفيد جاي كانون (بالإنجليزية: David J. Cannon)‏ هو عسكري أمريكي، ولد في 6 أغسطس 1933 في ميلواكي في الولايات المتحدة، وتوفي في 26 يوليو 2011.